# Дюна: Часть третья
«Дю́на: Часть третья» (англ. Dune: Part Three) — запланированный научно-фантастический фильм режиссёра Дени Вильнёва, который станет третьим фильмом кинофраншизы. Главные роли в нём сыграют Тимоти Шаламе, Зендея, Аня Тейлор-Джой, Флоренс Пью. Выход картины в прокат запланирован на 18 декабря 2026 года.

## Сюжет
Литературной основой сценария фильма станет роман Фрэнка Герберта «Мессия Дюны». 

## В ролях
| Актёр            | Роль                  |
| ---------------- | --------------------- |
| Тимоти Шаламе    | Пол Муад’Диб Атрейдес |
| Зендея           | Чани                  |
| Аня Тейлор-Джой  | Алия Атрейдес         |
| Флоренс Пью      | Ирулан Коррино        |
| Роберт Паттинсон | Скайтейл              |
| Джейсон Момоа    | Дункан Айдахо         |

## Создание и релиз
О планах Дени Вильнёва снять после «Дюны» и «Дюны 2» ещё один фильм, создав таким образом трилогию, впервые стало известно в июне 2023 года. Эти планы были абсолютно теоретическими, зависели от коммерческих результатов «Дюны 2» и от времени съёмок фильма «Клеопатра». Уже тогда появилось предположение, что картина станет экранизацией романа Фрэнка Герберта «Мессия Дюны», второй части литературного цикла.
В августе 2023 года Вильнёв рассказал, что уже работает над сценарием картины и подтвердил, что фильм будет снят по «Мессии Дюны». Режиссёр, по его словам, мечтает снять трилогию о «Дюне» и после этого перейти к другим сюжетам, так как последующие романы Герберта он считает слишком «эзотеричными». В «Дюне 3» Вильнёв хочет показать, как это сделал автор «Мессии Дюны», что Пола Атрейдеса не стоит считать безусловно положительным героем: его судьба — это скорее «предупреждение об опасности».
Предположительно в работе над сценарием Вильнёву поможет Джон Спэйтс, участвовавший в работе над «Дюной» и «Дюной 2». В начале декабря 2023 года стало известно, что Вильнёв почти закончил написание сценария, но заявил что между 2 и 3 частью сделает перерыв в съёмках. Дени Вильнёв сообщил, что дописывает сценарий, но для съёмок качественного фильма может потребоваться много времени и для отдыха от второй части тоже. Однако в одном из интервью Вильнёв рассказал, что его после отдыха летом 2024 года посетило вдохновение. В результате он начал писать сценарий фильма, чтобы выпустить его как можно быстрее.
Пре-продакшн картины начался в феврале 2025 года. Начало съёмок было намечено на лето того же года. Они официально стартовали 7 июля в Будапеште.
18 декабря 2026 года фильм должен выйти в театральный прокат в США.